# خلف الأبواب المغلقة (رياضة)

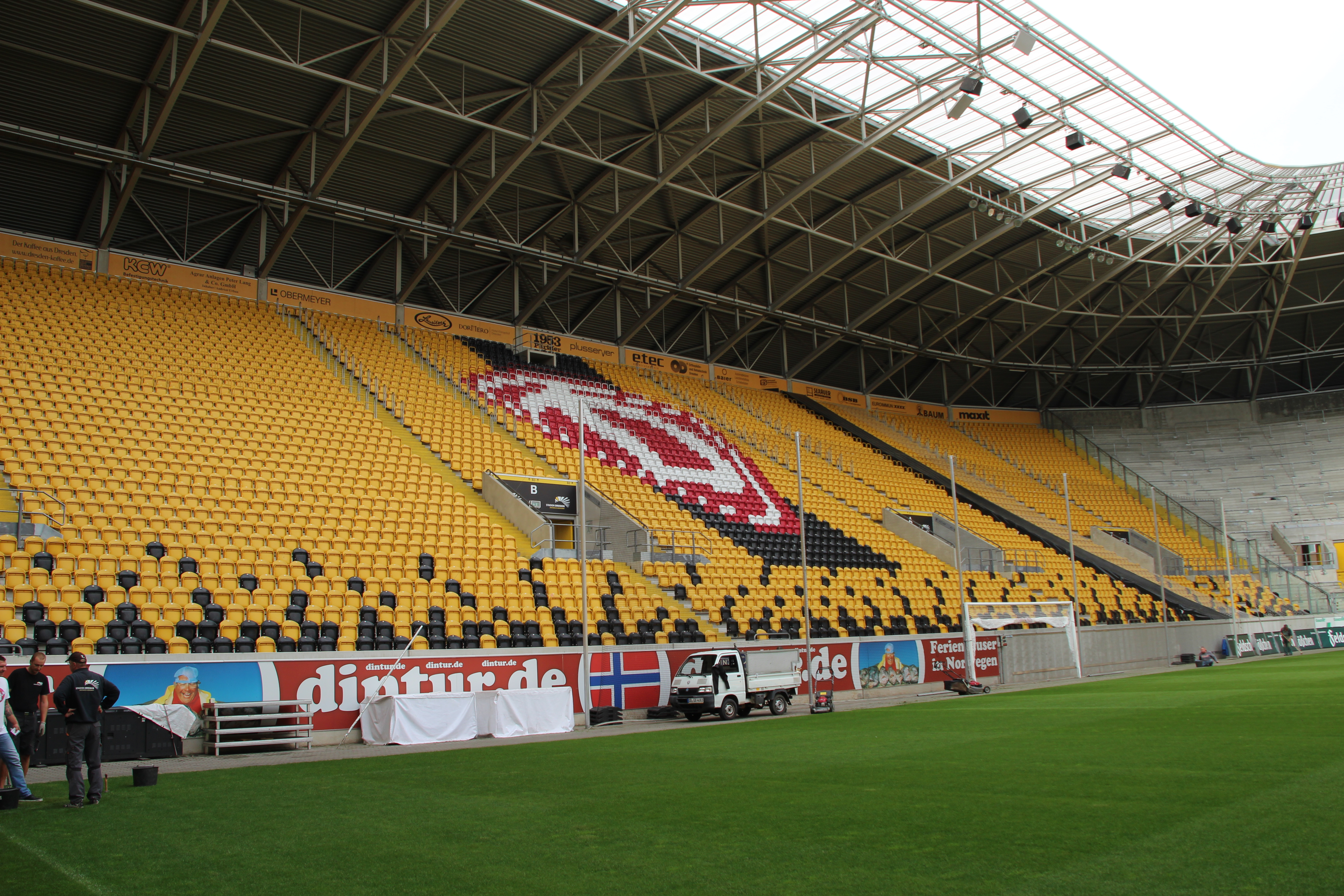

يستخدم مصطلح خلف الأبواب المغلقة (بالإنجليزية: Behind closed doors) في العديد من الألعاب الرياضية، خاصة في كرة القدم، لوصف المباريات التي لا يسمح للجماهير بالحضور ومشاهدتها من داخل الملعب. قد تشمل أسباب ذلك عقوبات ضد فريق ثبتت إدانته بارتكاب فعل معين في الماضي، أو مشاكل تتعلق بسلامة الملاعب، أو مخاوف تتعلق بالصحة العامة، أو لمنع اشتباكات خطيرة محتملة بين أنصار متنافسين. وهي مستندة إلى المواد 7 و12 و24 من قانون الانضباط في الاتحاد الدولي لكرة القدم الفيفا.
تعتبر الألعاب التي تكون بلا جماهير نادرة الحدوث. لكن عندما تحدث، فإنها عادةً ما تكون نتيجة لأحداث خارجة عن سيطرة الفرق أو المشجعين، مثل المخاوف المتعلقة بالطقس أو الأوبئة أو الاضطرابات المدنية الواسعة غير المرتبطة باللعبة.

## خلفية

### فرنسا
الدوري الفرنسي لديه خط صارم بشأن سوء السلوك. كل قنبلة تُحذف داخل الملعب تؤدي إلى غرامة، والتي يمكن أن تؤدي بعد ذلك إلى اللعب خلف أبواب مغلقة. إذا لم تتم إدارة الحشد بالشكل المطلوب، فقد يُعاقب النادي أيضًا. وبالتالي، في كل موسم تقريبًا، يتم لعب قليل من المباريات خلف أبواب مغلقة.

### البرازيل
في البرازيل، تُعرف ممارسة الألعاب التي لا تتوفر للجمهور باسم «البوابات المغلقة» (بالبرتغالية: portões fechados)، ويشار إليها كذلك في كتاب قواعد الاتحاد البرازيلي لكرة القدم. لُعبت جولتان من الدرجة الثانية في عام 2014 خلف أبواب مغلقة لأن الأندية المشاركة لم تسلم الفحوصات الأمنية لملاعبها. فرضت الأسباب الصحية القيود في عام 2009، حيث تم لعب مباراتين من الدرجة الرابعة خلف أبواب مغلقة بسبب جائحة إنفلونزا الخنازير H1N1.

### شمال أمريكا
إن مباريات «خلف الأبواب المغلقة» أو «بلا حشود» في البطولات الرياضية الكبرى في أمريكا الشمالية نادرة للغاية. تتولى جهات إنفاذ القانون المحلية، ومتعاقدو الأمن الخاص العاملون إما للفريق أو الدوري، والوكالات الوطنية مثل وزارة الأمن الداخلي بالولايات المتحدة أدوارًا كبيرة في منع حالات عنف المشجعين قبل أن تحدث عن طريق تقييد الوصول إلى المشجعين المعروفين المزعجين سواء في البوابة أو حتى في مرحلة بيع التذاكر، جنبًا إلى جنب مع قيود ثقيلة على جلب المواد وفحص مع أجهزة الكشف عن المعادن وبات أسفل التفتيش حيث جلب سلاح أو جهاز متفجر يمكن أن يؤدي إلى اعتقال فوري ومنع مدى الحياة من المكان، وأمثلة أخرى مثل سياسة «الحقيبة الواضحة»، التي تسمح فقط للمشاهدين بإحضار الحقائب التي يمكن رؤيتها بسهولة.
تمتلك الفرق أيضًا حافزًا لمنع عنف المشجعين بسبب قواعد المصادرة التي تأتي مع عقوبات على سجلاتهم ووضع التصفيات، وعقوبات الدوري مثل الغرامات وتجريد مسودة اللقطات بسبب الإهمال لخلق بيئة آمنة للاعبين، والتي بدورها يمكن تؤثر على الفرق لسنوات بعد حدث عنيف. كما تعتبر الأحداث الرياضية في أمريكا الشمالية أكثر ملائمة للشؤون العائلية والموحدة، حيث يميل عشاق الرياضة إلى احترام بعضهم البعض كمشجعين لرياضة مشتركة. في بلدان أخرى حول العالم، تكون المباريات الرياضية في بعض الأحيان بمثابة وكلاء للانقسامات العرقية والسياسية والدينية المريرة الطويلة الأمد. هذا يكون أقل في الولايات المتحدة، حيث تتجلى مجموعة متنوعة من الخيارات الرياضية كمجموعات عرقية مختلفة تفضل الرياضات المختلفة، مما يقلل من فرصة التنافس بين الثقافات داخل رياضة واحدة.

## التاريخ

### كأس الكؤوس الأوروبية 1980–81
بعد أعمال الشغب التي قام بها المشجعون في مباراة الذهاب ضد ريال مدريد كاستيا في إسبانيا، اضطر وست هام يونايتد للعب مباراة الإياب في أبتون بارك في أكتوبر 1980 بدون جماهير.

### كأس أوروبا 1982–83
بعد أعمال الشغب التي قام بها المشجعون في نصف النهائي في أندرلخت في بلجيكا في أبريل الماضي، اضطر أستون فيلا لبدء حملة الدفاع عن اللقلب في كأس أوروبا في فيلا بارك بدون حضور الجماهير في سبتمبر 1982، مع انطلاق المباراة في الساعة 2:30   بعد ظهر يوم الأربعاء.

### كأس أوروبا 1987–88
لعب ريال مدريد ضد ضيفه نابولي في ملعبه سانتياغو بيرنابيو في 16 سبتمبر 1987 خلف الأبواب المغلقة بعد حظر الاتحاد الأوروبي دخول المشجعين، وذلك بسبب الأحداث المؤسفة التي حصلت في مباراة ضد بايرن ميونخ في الموسم الذي سبقه.

### كرة القدم الإيطالية 2007
نتيجة لقتل شرطي أثناء أعمال شغب في مباراة بالسيريا أ بين كاتانيا وباليرمو في 2 فبراير، أوقف الاتحاد الإيطالي لكرة القدم جميع المباريات الإيطالية إلى أجل غير مسمى. بعد ذلك، استؤنفت المباريات لكن العديد من الأندية أمرت بممارسة مبارياتها خلف الأبواب المغلقة حتى تقابل ملاعبها باللوائح الأمنية المحدثة.

### كرة القدم الإيطالية 2009
أُمر يوفنتوس بلعب مباراة في ملعبه خلف أبواب مغلقة بعد أن قامت جماهيره بالهتافات العنصرية ضد مهاجم إنترناسيونالي ماريو بالوتيلي خلال التعادل 1-1 في الدوري الإيطالي في أبريل 2009.

### الدوري الأوروبي 2009-10
اضطر دينامور بوخارست إلى لعب مباراتين على أرضه في المسابقات الأوروبية خلف أبواب مغلقة بعد أن توقفت المباراة ضد سلوفان ليبيريتس في 25 أغسطس 2009 في الدقيقة 88 بسبب غزو الملعب من قبل عشاق دينامو.

### 2009 في المكسيك
خلال الجولة قبل الأخيرة من مباريات الدوري، كان على جميع الفرق اللعب بأبواب مغلقة بسبب تفشي إنفلونزا الخنازير H1N1 في المدن المصابة. كما تم لعب العديد من الألعاب التي جرت في المناطق التي تضررت بشدة من تفشي المرض خلف أبواب مغلقة في الأسبوع التالي. تم لعب المباريات خلف الأبواب المغلقة بانتظام كعقاب على السلوك السيئ للجماهير في المكسيك أيضًا.

### كأس هاينكن 2010-2011
في اتحاد الرجبي، تم لعب مباراة مرحلة تجمع كأس هاينكن 2010-2011 بين إدنبرة وكاستريس في مورايفيلد خلف أبواب مغلقة في 20 ديسمبر 2010. كانت المباراة مقررة في الأصل في 19 ديسمبر، ولكن تم تأجيلها بسبب الثلوج الكثيفة في أدنبره التي غطت الملعب وخلقت مشاكل وصول رئيسية للمشاهدين المحتملين. قرر منظم المسابقة، كأس الرجبي الأوروبي، عقد المباراة التي تم إعادة جدولتها خلف أبواب مغلقة لإزالة أي خطر محتمل على المتفرجين الذين يحاولون السفر إلى المباراة.

### كرة القدم التركية 2011–12
بدءًا من موسم 2011-12، وضع الاتحاد التركي لكرة القدم (TFF) نسخة معدلة من هذه القاعدة. عقوبة الفريق الذي يعاقب على عنف الجماهير تكون من خلال حظر على بيع التذاكر وحضور الرجال الذكور فوق سن 12 (كمتفرجين). يُسمح للنساء والأطفال دون سن 12 عامًا من أي من الجنسين بالدخول مجانًا. وجرت المباراة الأولى تحت هذا الحكم الجديد يوم 20 سبتمبر 2011، عندما استضاف فنربخشه مانيسا سبور في ملعب شكري سراج أوغلو في اسطنبول. حضر المباراة أكثر من 41000 امرأة وطفل (بالإضافة إلى عدد قليل من الرجال الذين تسللوا إلى الملعب). كانت التجربة ناجحة للغاية لدرجة أن الاتحاد خطط لمطالبة الفرق بتخصيص عدد غير محدد من التذاكر المجانية للنساء والأطفال في جميع مباريات الأندية المستقبلية. بعد ذلك بوقت قصير، أفاد الاتحاد التركي أنه سوف يسدد الأندية مقابل تذاكر مجانية تُمنح للنساء والأطفال لألعاب الدوري العادية (أي الألعاب التي لا تخضع لقيود الجماهير)، ورفع الحد الأعلى للسن «للأطفال» لأغراض التذاكر المجانية إلى 15.

### أياكس- الكمار، كأس هولندا 2011–12
تمت إعادة مباراة بين ناديي أريديفسي أياكس وألكمار في الجولة الرابعة من كأس هولندا 2011–12 خلف أبواب مغلقة في أرض أياكس، أمستردام أرينا، في 19 يناير 2012.
في المباراة الأصلية التي عقدت في نفس المكان في 21 ديسمبر 2011، أحرز أياكس تقدمًا بنتيجة 1-0 وبعدها اقتحم أحد المشجعين أرض الملعب وأطلق ركلة كاراتيه من الخلف ضد حارس مرمى ألكمار إستيبان ألفارادو، الذي رد عليه بضربة أخرى حتى وصل الشرطة ورجال الأمن. قام الحكم بطرد ألفارادو بسبب ردة فعله من مهاجمة أحد الجماهير، غادر لاعبو ألكمار الملعب وتم التخلي عن المباراة. ألغى الاتحاد الهولندي البطاقة الحمراء وأمر بإعادة المباراة بالكامل.
بعد اعتذار أياكس للخصم، تم تغريمهم 10000 يورو لفشلهم في توفير الأمن الكافي لمنع المشجع من الاقتحام، الذي صدر بحقه حظرًا لمدة ثلاث سنوات من دخول الملعب. وحينها أعلن نادي أياكس أنه مدد حظر دخول المشجع لمدة 30 عامًا وحظره مدى الحياة من النادي وقائمة تذاكر الموسم.

### برشلونة - لاس بالماس، الدوري الإسباني 2017–18
بسبب العنف المحيط في كاتالونيا بسبب استفتاء الاستقلال الكاتالوني لعام 2017، لعبت المباراة بين برشلونة ولاس بالماس في الدوري موسم 2017-18 خلف الأبواب المغلقة. طلب برشلونة أولاً تأجيل مباراته التي كان من المقرر أن تُلعب في نفس يوم الاستفتاء. تم رفض هذا الطلب من اتحاد الدوري قائلاً إنه إذا رفض برشلونة لعب المباراة، فسيتم خصم 6 نقاط. لحماية الجماهير، وكذلك احتجاجًا على القرار، لعب برشلونة المباراة خلف أبواب مغلقة في ملعبهم الكامب نو. انتهت المباراة بنتيجة 3-0 لصالح برشلونة.

### الفلبين - قطر، التصفيات الآسيوية لكأس العالم لكرة السلة 2019
كجزء من العقوبات التي تم تسليمها إلى فريق كرة السلة للرجال في الفلبين في أعقاب مشاركتهم في مشاجرتهم ضد أستراليا خلال مباراتهم في 2 يوليو 2018، فإن الفريق الوطني الفلبيني ملزم باللعب في موطنه في الجولة الثانية من التصفيات الآسيوية لكأس العالم لكرة السلة 2019 خلف الأبواب المغلقة مع وضع مباراتين متتاليتين تحت المراقبة. كانت المباراة الوحيدة التي تم لعبها خلف الأبواب المغلقة هي مباراتهم ضد قطر في 17 سبتمبر 2018.

### بطولة كرة القاعدة الكبرى
في 28 أبريل 2015، أعلن الدوري الأمريكي لكرة القاعدة أن مباراة بين شيكاغو وايت سوكس وبالتيمور أوريولز ستلعب في أوريول بارك في كامدن ياردز في بالتيمور في ذلك المساء ستبدأ بدلاً من ذلك الساعة 2:06 مساء حسب التوقيت الصيفي الشرقي، مع عدم حضور الجماهير. جاء القرار غير المسبوق بسبب مخاوف أمنية تتعلق بالاضطرابات المدنية في المدينة.

## حوادث فيروس كورونا 2020
بسبب جائحة فيروس كورونا كوفيد-19، إضطرت الكثير من الاتحادات لألعاب الرياضة وخاصةً في كرة القدم، إلى لعب المباريات خلف الأبواب المغلقة وذلك خوفًا من انتشار الوباء.